# Miyoshi Umeki

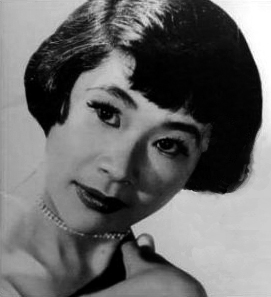
Miyoshi Umeki

Miyoshi Umeki (jap. 梅木美代志, Umeki Miyoshi; * 3. April 1929 in Otaru, Hokkaidō; † 29. August 2007 in Licking, Missouri) war eine japanische Schauspielerin und Sängerin.
Bevor Miyoshi Umeki 1955 in die Vereinigten Staaten übersiedelte, arbeitete sie als Nachtclubsängerin und hatte als Nancy Umeki schon einige Erfolge gefeiert. 1957 bekam sie als erste Asiatin einen Oscar in der Kategorie Beste Nebendarstellerin in ihrem Hollywooddebüt Sayonara. 1958 wurde Umeki für ihre Hauptrolle in der Broadway-Premiere des Musicals Flower Drum Song für einen Tony Award nominiert. 
Nach ihrem Erfolg mit Sayonara drehte sie nur vier weitere Spielfilme, unter anderem mit Mandelaugen und Lotosblüten die Verfilmung von Flower Drum Song, war aber auf der Bühne und im Fernsehen noch bis Mitte der 1970er-Jahre regelmäßig zu sehen. Ihre letzte größere Rolle hatte sie zwischen 1969 und 1972 als Haushälterin in der Fernsehserie Eddies Vater neben Bill Bixby.
Parallel zu ihrer Schauspielkarriere nahm Umeki in den späten 1950er-Jahren mehrere Alben und Singles für das Label Mercury Records auf. Sie war mit dem Regisseur Randall Hood verheiratet. 2007 starb Miyoshi Umeki an den Folgen einer Krebserkrankung.

## Filmografie (Auswahl)
- 1951: Uchôten jidai
- 1957: Sayonara
- 1960: Ein Haus in Yokoshimi (Cry For happy)
- 1961: Ein Leutnant und ein Bett (The horizontal Lieutenant)
- 1961: Mandelaugen und Lotosblüten (Flower Drum Song)
- 1962: Das Mädchen Tamiko (A Girl Named Tamiko)
- 1963: Tausend Meilen Staub (Rawhide; Fernsehserie, Folge Incident of the Geisha)
- 1964: Mr. Ed (Fernsehserie, Folge Ed in the Peace Corps)
- 1964: Die Leute von der Shiloh Ranch (The Virginian; Fernsehserie, Folge Smile of a Dragon)
- 1969–1972: Eddies Vater (The Courtship of Eddie's Father; Fernsehserie, 69 Folgen)